# Paradella heptaphymata
Paradella heptaphymata är en kräftdjursart som beskrevs av Shoukr, Mona och Rizk 1987. Paradella heptaphymata ingår i släktet Paradella och familjen klotkräftor. Inga underarter finns listade i Catalogue of Life.